# Ljubić (Vitez, BiH)
Ljubić je naseljeno mjesto u općini Vitez, Federacija Bosne i Hercegovine, BiH.

## Stanovništvo

### 1991.
Nacionalni sastav stanovništva 1991. godine, bio je sljedeći:
ukupno: 226
- Srbi - 109
- Muslimani - 107
- Hrvati - 8
- ostali, neopredijeljeni i nepoznato - 2

### 2013.
Nacionalni sastav stanovništva 2013. godine, bio je sljedeći:
ukupno: 126
- Bošnjaci - 99
- Hrvati - 27